# Mark Zengerle
Mark Zengerle, född 12 maj 1989 i Rochester, New York, är en amerikansk professionell ishockeyspelare som spelar för Krefeld Pinguine i DEL2. Zengerle började spelade ishockey på college för Wisconsin Badgers 2010. Efter fyra säsonger med Badgers tillbringade han tre säsonger i AHL; två med Grand Rapids Griffins och en med Lehigh Valley Phantoms.
I maj 2017 skrev han ett ettårskontrakt med Linköping HC i Svenska Hockeyligan, men hann endast spela nio matcher för laget innan kontraktet bröts. Han återvände därefter till AHL för spel med Milwaukee Admirals. Sedan oktober 2018 har han spelat i Tyskland och främst i DEL: han spelade först två säsonger för Fischtown Pinguins, innan han anslöt till Eisbären Berlin i mars 2020. Med Berlin vann han två tyska mästerskap i följd (2021 och 2022). De tre följande säsongerna spelade han för Straubing Tigers, med vilka han tillbringade två säsonger, och Augsburger Panther. Inför säsongen 2025/26 anslöt han till Krefeld Pinguine i DEL2.

## Karriär

### 2010–2017: Början av karriären
Som junior spelade Zengerle för Salmon Arm Silverbacks i BCHL mellan 2008 och 2010. Under säsongen 2008/09 noterades Zengerle för 31 mål och 62 assist på 54 matcher, och slutade tvåa i den totala poängligan med sina 93 poäng. Som en följd av detta blev han utsedd till Interior Conference mest värdefulla spelare. Under den nästföljande säsongen hade Zengerle ett snitt på två poäng per match. På 60 matcher stod han för 120 poäng (33 mål, 87 assist) och tilldelades Brett Hull Trophy, som vinnare av poängligan. Med sina 87 assist vann han också assistligan för andra säsongen i följd.
Säsongen 2010/11 spelade Zengerle för University of Wisconsins ishockeylag Wisconsin Badgers i WCHA. Under denna säsong noterades han för fem mål och 31 assist på 41 matcher. Han blev trea i poängligan bland förstaårseleverna, och var den förstaårselev som stod för flest assist. I början av november 2010 utsågs han till WCHA Rookie of the Week. Under sin andra säsong med Badgers, vann han lagets interna poängliga då han stod för 50 poäng på 37 matcher (13 mål, 37 assist). Han var en av endast tre spelare i serien som snittade minst en assistpoäng per match. Under 20 matcher, mellan den 8 oktober och den 13 januari, gjorde han minst en poäng per match. Han var blott den fjärde spelaren att noteras för minst 30 assist under sina första två säsonger, efter Chris Chelios, Mark Johnson och Theran Welsh. I början av mars 2012 utsågs han till WCHA Offensive Player of the Week. Efter denna säsong blev han också uttagen till All-WCHA Third Team.
Under säsongen 2012/13 blev han, den 1 februari 2013, den sjunde spelaren någonsin att göra minst 100 poäng för Badgers. Zengerle slutade trea i den interna poängligan med 32 poäng på 36 matcher. Han vann återigen lagets interna assistliga, med sina 23 assist. 2013/14 spelade Zengerle sin sista säsong för Badgers och noterades för 44 poäng på 37 matcher, och vann lagets interna poängliga. I början av mars 2014 utsågs han till Big Ten First Star of the Week. Efter säsongens slut blev Zengerle uttagen till All-Big Ten First Team.
Den 22 juli 2014 skrev Zengerle kontrakt med Grand Rapids Griffins i AHL. I sin debutsäsong i AHL stod han för 37 poäng på 72 grundseriematcher. I slutspelet slogs Griffins ut i semifinal av Utica Comets med 4–2 i matcher. Zengerle noterades för 11 poäng på 14 matcher och gjorde flest assister av alla rookies i slutspelet. I maj 2015 förlängde Griffins kontraktet med Zengerle med ett år. Den efterföljande säsongen blev poängmässigt bättre för Zengerle. Han slutade trea i lagets interna poängliga med 47 poäng på 72 matcher. I juli 2016 stod det klart att Zengerle lämnat Griffins för spel med seriekonkurrenten Lehigh Valley Phantoms. Poängmässigt gjorde han sin sämsta säsong dittills i AHL då han på 69 matcher stod för 34 poäng. I slutspelet slogs laget ut i den första rundan av Hershey Bears med 3–2 i matcher.

### Från 2017: Spel i Europa

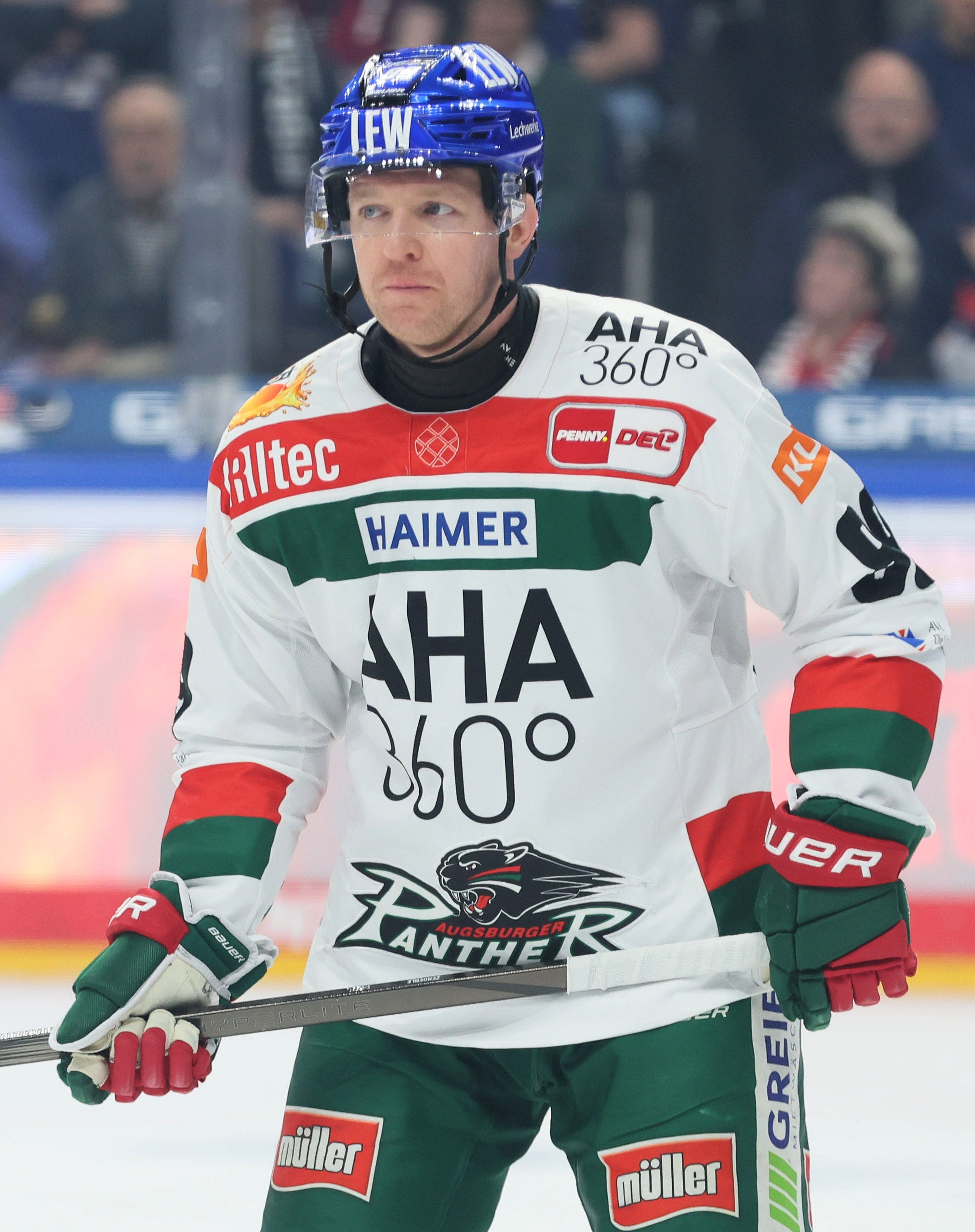
Zengerle med Augsburger Panther 2025.

I mitten av maj 2017 meddelades det att Zengerle lämnat Nordamerika då han skrivit ett ettårskontrakt med Linköping HC i Svenska Hockeyligan. Efter att ha spelat nio matcher för laget, och producerat en assistpoäng, meddelades det den 31 oktober 2017 att Linköping brutit kontraktet med Zengerle. I början av november samma år bekräftades det att han återvänt till AHL, denna gång för spel med Milwaukee Admirals.
Den 2 oktober 2018 bekräftade den tyska klubben Fischtown Pinguins i DEL att man värvat Zengerle. I grundserien hade Zengerle ett poängsnitt på över en poäng per match. Han vann både lagets interna poäng- och assistliga. På 46 matcher noterades han för 52 poäng (14 mål och 38 assist) och var tillsammans med Daniel Pietta den spelare som gjorde flest assistpoäng i ligan. Under sin andra säsong i klubben slutade Zengerle på andra plats i lagets interna poängliga, bakom Jan Urbas. På 41 grundseriematcher stod han för 39 poäng, varav sju mål.
Den 24 mars 2020 meddelades det att Zengerle skrivit ett flerårsavtal med Eisbären Berlin. Den följande säsongen fick han delvis spolierad på grund av skadeproblem och noterades för 18 spelade matcher av grundserien. I det följande slutspelet slog Eisbären ut Iserlohn Roosters och ERC Ingolstadt innan man också besegrade Grizzly Adams Wolfsburg i finalserien med 2–1 i matcher. På nio slutspelsmatcher stod Zengerle för fem assistpoäng. I sin andra säsong för Berlin stod Zengerle för 18 poäng, varav sex mål, på 37 grundseriematcher. För andra året i följd vann laget det efterföljande slutspelet.
Den 19 maj 2022 stod det klart att Zengerle skrivit ett ettårsavtal med Straubing Tigers. I grundserien slutade Tigers på fjärde plats och på 46 matcher stod Zengerle för 33 poäng, varav sju mål. I det följande slutspelet slogs laget ut i kvartsfinal av Grizzly Adams Wolfsburg med 4–3 i matcher. På dessa matcher stod Zengerle för tre assistpoäng. Den 9 april 2023 bekräftades det att Zengerle förlängt sitt avtal med Tigers med ytterligare en säsong. På 52 grundseriematcher noterades han för 15 gjorda mål, vilket gav honom en andraplats i lagets interna skytteliga. Totalt stod han för 31 poäng och var också den i laget med sämst plus/minus-statistik (-12). Tigers slutade trea i grundserien och tog sig till semifinal i det följande slutspelet, där man slogs ut av Eisbären Berlin med 4–1 i matcher.
Den 6 maj 2024 bekräftades det att Zengerle skrivit ett ettårsavtal med seriekonkurrenten Augsburger Panther. Han stod för sin poängmässigt sämsta säsong i DEL med 15 poäng, varav fem mål, på 52 grundseriematcher. Laget misslyckades att ta sig till slutspel och lyckades hålla sig kvar i DEL tack vare bättre målskillnad mot Düsseldorfer EG. Efter säsongens slut lämnade Zengerle Panther och den 30 april 2025 stod det klart att han skrivit ett ettårsavtal med Krefeld Pinguine i DEL2.

## Statistik
| 2010–11    | University of Wisconsin | WCHA       | 41  | 5  | 31  | 36  | 51  | —  | — | —  | —  | —  |
| 2011–12    | University of Wisconsin | WCHA       | 37  | 13 | 37  | 50  | 38  | —  | — | —  | —  | —  |
| 2012–13    | University of Wisconsin | WCHA       | 36  | 9  | 23  | 32  | 8   | —  | — | —  | —  | —  |
| 2013–14    | University of Wisconsin | B1G        | 37  | 10 | 34  | 44  | 29  | —  | — | —  | —  | —  |
| 2014–15    | Grand Rapids Griffins   | AHL        | 72  | 15 | 22  | 37  | 8   | 16 | 2 | 9  | 11 | 2  |
| 2015–16    | Grand Rapids Griffins   | AHL        | 72  | 9  | 38  | 47  | 34  | 8  | 0 | 4  | 4  | 2  |
| 2016–17    | Lehigh Valley Phantoms  | AHL        | 69  | 13 | 21  | 34  | 16  | 5  | 1 | 1  | 2  | 2  |
| 2017–18    | Linköping HC            | SHL        | 9   | 0  | 1   | 1   | 2   | —  | — | —  | —  | —  |
| 2017–18    | Milwaukee Admirals      | AHL        | 57  | 5  | 27  | 32  | 18  | —  | — | —  | —  | —  |
| 2018–19    | Fischtown Pinguins      | DEL        | 46  | 14 | 38  | 52  | 24  | 3  | 0 | 2  | 2  | 4  |
| 2019–20    | Fischtown Pinguins      | DEL        | 41  | 7  | 32  | 39  | 28  | —  | — | —  | —  | —  |
| 2020–21    | Eisbären Berlin         | DEL        | 18  | 2  | 11  | 13  | 10  | 9  | 0 | 5  | 5  | 4  |
| 2021–22    | Eisbären Berlin         | DEL        | 37  | 6  | 12  | 18  | 10  | 4  | 0 | 0  | 0  | 0  |
| 2022–23    | Straubing Tigers        | DEL        | 46  | 7  | 26  | 33  | 22  | 7  | 0 | 3  | 3  | 0  |
| 2023–24    | Straubing Tigers        | DEL        | 52  | 15 | 16  | 31  | 13  | 12 | 2 | 5  | 7  | 4  |
| 2024–25    | Augsburger Panther      | DEL        | 52  | 5  | 10  | 15  | 18  | —  | — | —  | —  | —  |
| AHL totalt | AHL totalt              | AHL totalt | 270 | 38 | 108 | 150 | 76  | 29 | 3 | 14 | 17 | 6  |
| DEL totalt | DEL totalt              | DEL totalt | 292 | 56 | 145 | 201 | 125 | 35 | 2 | 15 | 17 | 12 |